# Mecz Gwiazd I Ligi Koszykówki Mężczyzn 2010
Mecz Gwiazd I Ligi Koszykówki Mężczyzn 2010 – towarzyski mecz koszykówki rozegrany 14 marca 2010 roku w Krośnie. W spotkaniu wzięli udział czołowi zawodnicy II klasy rozgrywkowej w Polsce. Spotkanie gwiazd odbyło się po raz drugi, tym razem w konwencji Wschód – Zachód. Przy okazji spotkania rozegrano także konkursy rzutów za 3 punkty oraz wsadów.
Z powołanych zawodników w drużynie Zachodu nie wystąpił Wiktor Grudziński ze Spójni Stargard Szczeciński. Jego miejsce zajął Marcin Salominik z Big Star Tychy.
Podczas imprezy odbył się także pokaz wsadów z udziałem grupy Slam Nation, prowadzonej przez Francuza algierskiego pochodzenia Kadoura „Zianimal” Zianiego mierzącego 178 cm wzrostu, a dysponującego wyskokiem dosiężnym w granicach 147 cm. Grupa składała się tym razem w polskich dunkerów t.j: Piotr „Pepa” Nawojski (Opole), Łukasz Biedny (Poznań), Emil „Slash” Olszewski (Warszawa), Maciej „Smasher” Patyk (Warszawa).

## Konkurs wsadów
- Uczestnicy: Daniel Wall (ŁKS Łódź), Marek Piechowicz (MKS Dąbrowa Górnicza), Tomasz Deja (MOSiR Krosno), Maciej Piątka (MOSiR Krosno)
- Zwycięzca konkursu wsadów – Maciej Piątka (MOSiR Krosno)

## Konkurs rzutów za 3 punkty
- Uczestnicy: Łukasz Pacocha (Big Star Tychy), Łukasz Puścizna (MOSiR Krosno), Mateusz Ponitka (Tempcold AZS Politechnika)
- Zwycięzca konkursu rzutów za 3 punkty – Mateusz Ponitka

## Składy
Pogrubienie – oznacza zawodnika składu podstawowego

(mł) – oznacza młodzieżowca

Trener Wschodu: Zbigniew Pyszniak (Siarka Tarnobrzeg) 

Trener Zachodu: Wojciech Wieczorek (MKS Dąbrowa Górnicza)
- MVP – Michał Jankowski

| Daniel Wall            | ŁKS Sphinx Petrolinvest Łódź         | 12 | Tomasz Wojdyła        | Intermarche Zastal Zielona Góra | 16 |
| Janavor Weatherspoon   | Znicz Basket Pruszków                | 12 | Hubert Mazur          | Spójnia Stargard Szczeciński    | 7  |
| Piotr Pluta            | MOSiR Krosno                         | 10 | Marek Piechowicz (mł) | MKS Dąbrowa Górnicza            | 7  |
| Bartosz Krupa          | Siarka Tarnobrzeg                    | 8  | Marcin Sterenga       | Victoria Górnik Wałbrzych       | 7  |
| Piotr Miś              | Siarka Tarnobrzeg                    | 0  | Łukasz Pacocha        | Big Star Tychy                  | 5  |
| Michał Jankowski (MVP) | Tempcold AZS Politechnika Warszawska | 21 | Mateusz Jarmakowicz   | Intermarche Zastal Zielona Góra | 16 |
| Mateusz Ponitka (mł)   | Tempcold AZS Politechnika Warszawska | 15 | Radosław Basiński     | MKS Dąbrowa Górnicza            | 9  |
| Tomasz Pisarczyk       | Siarka Tarnobrzeg                    | 8  | Grzegorz Mordzak      | Asseco Prokom II Gdynia         | 8  |
| Łukasz Kwiatkowski     | Start Lublin                         | 7  | Łukasz Szczypka       | MKS Dąbrowa Górnicza            | 7  |
| Bartosz Dubiel         | Sokół Łańcut                         | 6  | Marcin Flieger        | Intermarche Zastal Zielona Góra | 5  |
| Karol Szpyrka (mł)     | Siarka Tarnobrzeg                    | 2  | Piotr Hałas (mł)      | Big Star Tychy                  | 2  |
| Dariusz Oczkowicz      | MOSiR Krosno                         | 0  | Marcin Salamonik      | Big Star Tychy                  | 11 |